# Kālī

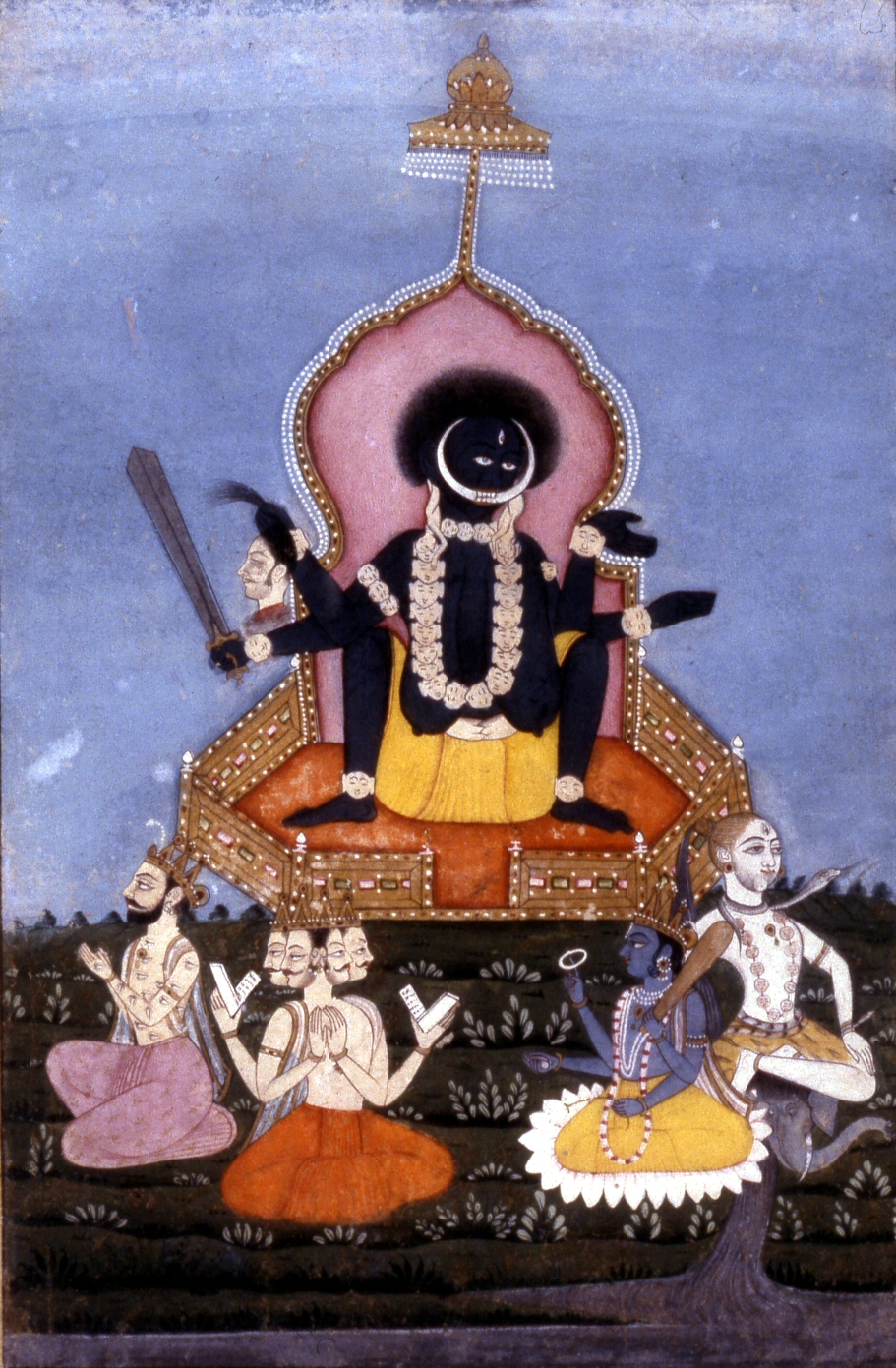
La Madre Nera come divinità suprema in una rappresentazione dello shaktismo kalikaulita. Nell'immagine la dea sovrasta Indra, Brahma, Visnù e Shiva simboleggianti le scuole brahmaniche dell'induismo.

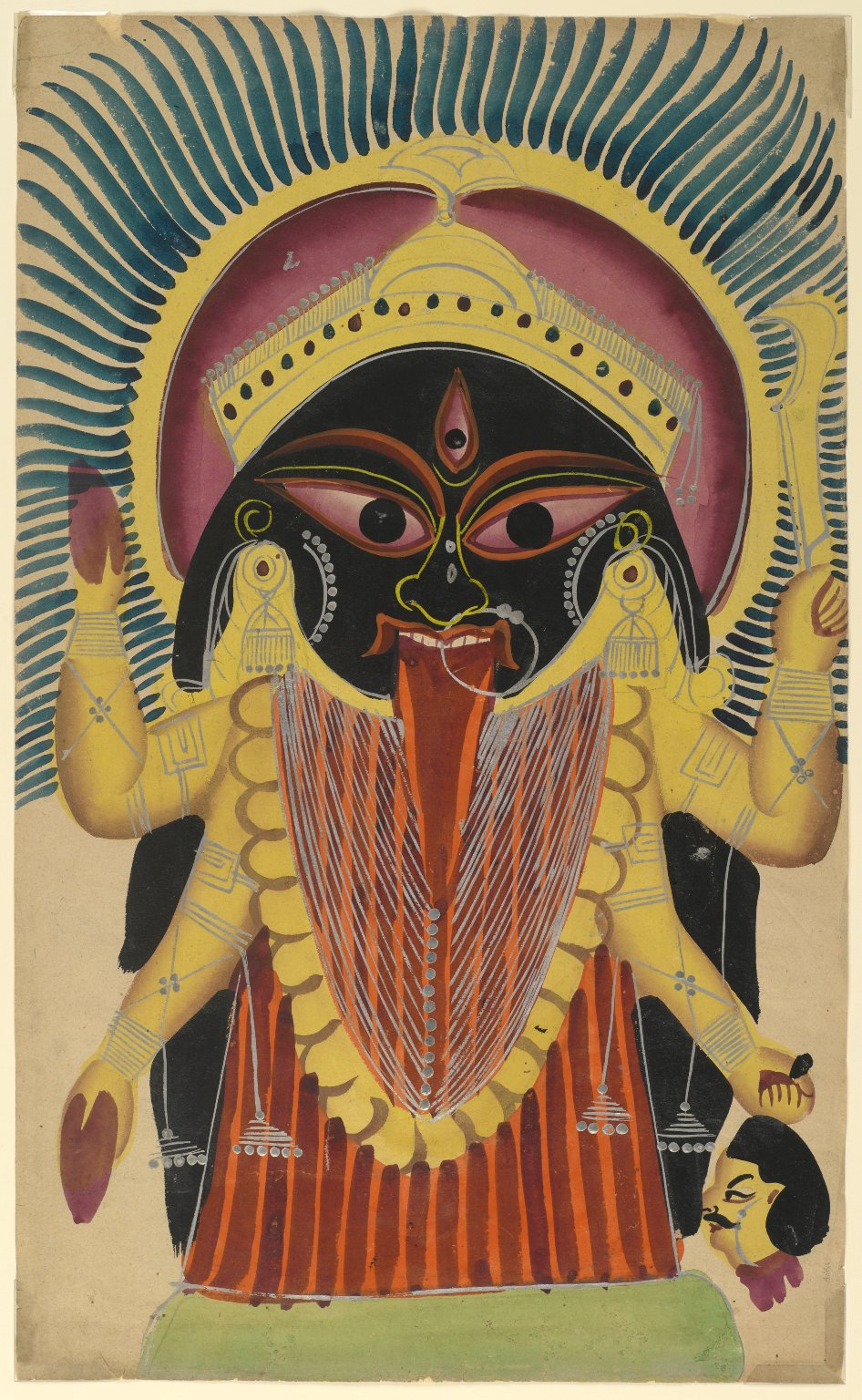
Una rappresentazione della Madre Nera, acquerello risalente al XIX-XX secolo, verosimilmente di fattura odia, conservato presso il Brooklyn Museum.
Sono ben riconoscibili gli elementi iconografici caratteristici della Dea: il colore scuro della pelle; occhi arrossati; lingua estroflessa ed esageratamente lunga; terzo occhio; corona; espressione aggressiva; collana di teschi (qui stilizzata); quattro braccia, delle quali una mostra una testa d'uomo recisa, le altre brandiscono armi varie (qui solo un falcetto).

Kālīkā (devanagari काली, lett. "La Nera"), chiamata anche Kāli (lett. "Quella Nera") o Kālimā (lett. "La Madre Nera"), è una dea indù della morte, del potere supremo, del tempo, della distruzione e del cambiamento nello Shaktismo. Descritta come terribile, aggressiva e non materna, è la moglie del dio Śiva.
I culti di Kālīka, in genere non aderenti all'ortoprassi brahmanica, sono tuttora vivi in India, dove il centro di maggior adorazione è nella città di Calcutta, presso il tempio di Kālīghāt. In alcune tradizioni shaktiste e tantriche, Kālī è adorata come Realtà Ultima, dea al contempo personale e impersonale, al di sopra di ogni altra divinità e manifestazione del cosmo.

## Storia
Tracciare la storia di Kali è difficile, ancor più difficile di tracciare quella dello sposo Śiva; è ovvio che la propria storia sia strettamente correlata ai contorni del suo culto, con origini pre-arie, che è ancora molto sentito oggi quale strettamente correlato alla figura della Grande Madre, l'antica Dea, che si mostra nell'induismo con volti e figure diverse.
Il nome Kali appare nella Muṇḍaka Upaniṣad, non in qualità estrinseca di divinità ma intrinsecamente come una delle sette lingue fiammeggianti di Agni, il dio del fuoco. Tuttavia, un prototipo della dea Kali, intesa come divinità femminile, appare, nei Ṛgveda, con il nome di Raatri, considerata anche il prototipo della dea Durgā, dea con la cui figura Kali ha molti tratti in comune.
Con i Purāṇa, alla Dea Kali fu assegnato un posto nel pantheon induista proprio quale emanazione della Dea Durga, di cui è considerata la forma "irata".
La versione maggiormente accreditata riguardo a Kali comunque la vede quale consorte di Śiva, terzo elemento della Trimurti indù, distruttore, caratteristica che è considerata praticamente la funzione di Kali, che completa le funzioni esplicate da Brahmā il creatore e Visnù il preservatore; ella illustra il carattere oscuro e negativo del Dio anche se tale visione è alquanto riduttiva.
In effetti, per la visione induista della realtà, mettendo in risalto l'esigenza, in relazione al fatto di essere nel kaliyuga (lett. "età oscura") l'ultimo dei quattro yuga, di un approccio che tenga in considerazione, oltre alla liberazione, anche il fruimento del mondo ossia il Tantrismo, il mondo non è maya, ma potenza.
E ciò porta da sé a considerare nel contesto tantrico il riaffiorare ed il venire in primo piano della figura di una Dea o Donna Divina, Shakti, nelle sue varie epifanie (soprattutto come Kali e Durga)..
Essa è la brillante, bruciante, vitale potenza di qualità di origine femminile, sia che si esprima in forma divina che umana ed il suo aspetto è terribile perché implica un cambiamento radicale, che tutto dissolve, concepito alla stregua di una distruzione del creato e del tempo e la potenza per cui si attua è simboleggiata dall'immagine spaventevole di Kali danzante.
La sua funzione distruttiva si esplica altresì nella citata versione della sua genesi quale aspetto irato di Durga e che la vuole quale unica dea in grado di uccidere Raktabija, il demone contro il quale gli dei avevano ingaggiato lo scontro finale.
Raktabija – come dice il suo nome (in sanscrito 'rakta' significa “sangue” e 'bija' “seme”) – sembrava invincibile in quanto appena una goccia del suo sangue toccava terra nasceva un altro demone e così all'infinito.
Dal sopracciglio di Durga allora, nacque Kali, la notte suprema che divora tutto ciò che esiste, il tempo che distrugge i mondi; con la sua bocca bevve tutto il sangue di Raktabija evitando che toccasse terra e poi gli tagliò di netto la testa.
La sete di sangue, di violenza, di morte rese ebbra la dea che più non si ferma, e solo Shiva, il suo sposo, riesce a fermarla gettandosi su di lei. Kali vorrebbe uccidere anche Shiva e lo atterra, ma quando riconosce il suo sposo, si ferma.
Al culto di questa dea era legata la setta di strangolatori dei thug che compivano omicidi rituali in India.

## Simbolismo

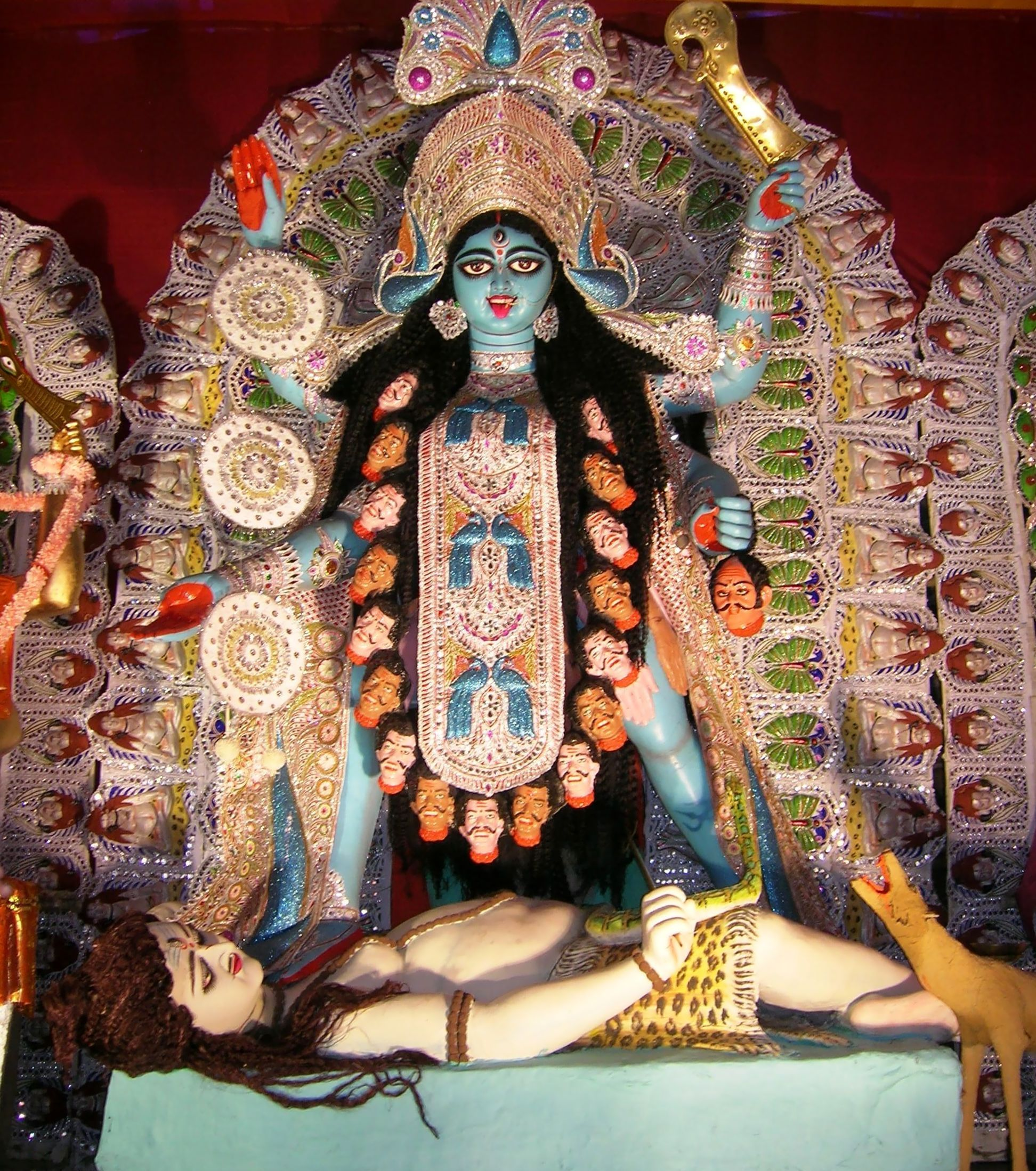
Statua moderna per l'adorazione di Kālī, dea feroce, padrona di sé stessa, comune a molte tradizioni trasgressive e cuore dello shivaismo kashmiro; qui rappresentata sul corpo immobile di Śiva a indicare il rapporto fra causa materiale e causa efficiente nel cosmo.

Nonostante sia grossolanamente identificata come simbolo di oscurità e violenza, si tratta di una deità benefica e terrificante al tempo stesso, dotata di numerosi attributi dal profondo significato simbolico:
Ella è tradizionalmente rappresentata con una collana di crani umani attorno al collo, quattro braccia e il suo viso spaventoso è macchiato di lunghe strie di sangue.
Quale Bhairavi (la Spaventosa, la Terribile) ella è la forza prorompente dell'iniziazione violenta, principio tantrico del Femminino distruttivo inteso come forza di trascendenza immediata. Il suo aspetto è di una sessualità intensa e proiettata verso l'ascesa di Kundalini, che brucia ogni ostacolo nel suo percorso. Ella stringe tra le mani strumenti di trasformazione potenti che recidono i legami del mondo manifesto (il pugnale magico), li ritrasformano secondo la volontà dell'adepto (lo scettro) e li raccolgono nella coppa, che simboleggia anche il principio femminile nella sua ipostasi di colei che accoglie.
Associata a Shakti e Durga, entrambe controparti di Śiva, da lui inseparabili, contiene qualcosa di entrambe, ma i suoi simboli sono chiaramente tali da evocare bhaya (paura) e vibhitsa (repulsione), portandoci in contatto con gli aspetti oscuri del cosmo e del divino; aspetti che, in genere, si tende a negare o sopprimere. La sua lingua grondante di sangue rappresenta la forza materiale dell'universo che genera l'impegno, Rajas (da cui il Raja yoga) ma anche la passione e la sofferenza, ha il compito di portare Shiva all'impegno nel vincere le forze dell'ignoranza, delle tenebre, e dunque del male. (citato in )
Viene celebrata una puja in suo onore durante Diwali nelle regioni del Bengala, dell'Orissa e dell'Assam.

## Nella cultura popolare
Il logo della rockband The Rolling Stones, creato nel 1971, è stato ispirato dalla lingua di Kali.

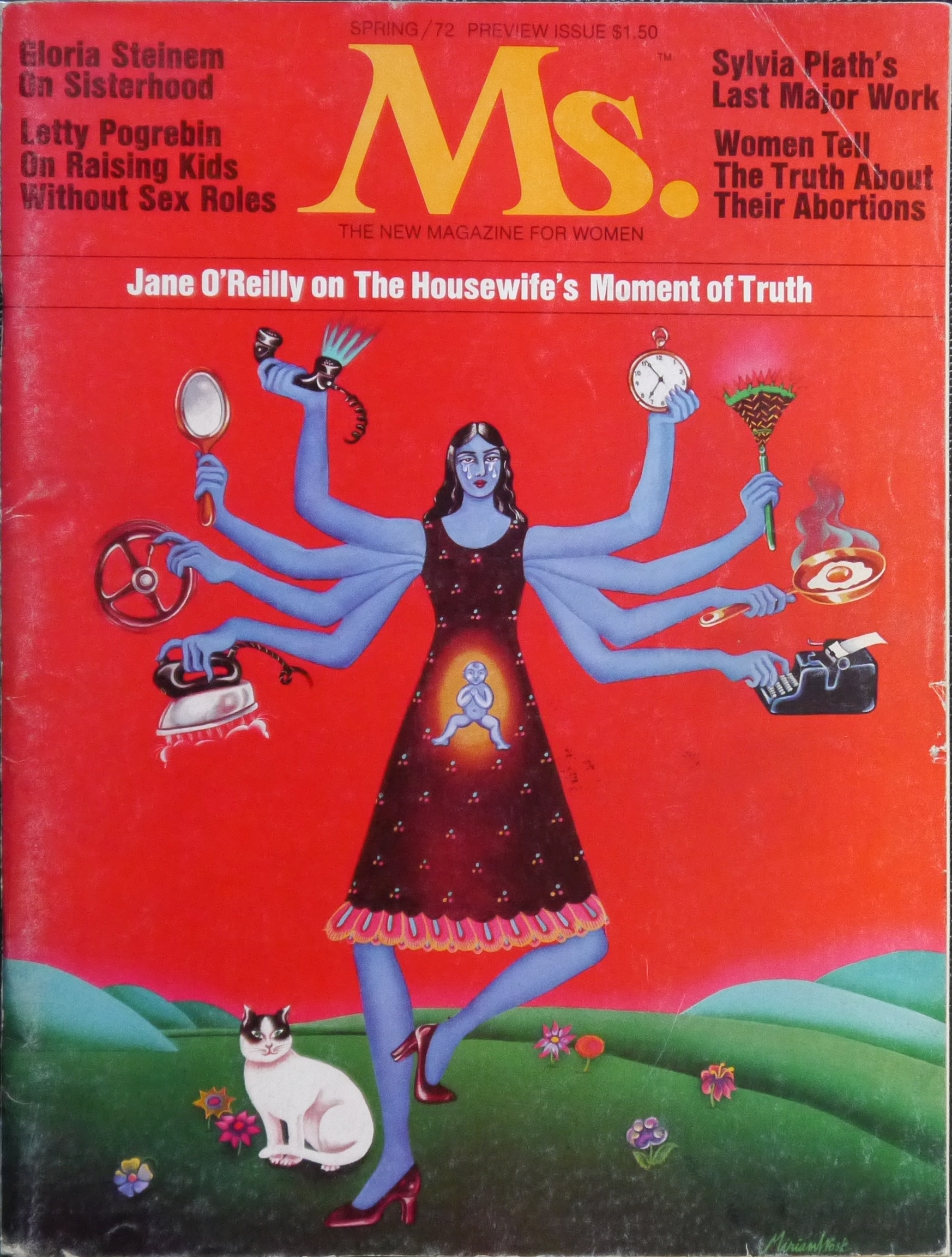
Copertina della rivista Ms.

Una versione di Kali è sulla copertina del primo numero della rivista femminista Ms., pubblicata nel 1972. Qui, le molte braccia di Kali simboleggiano i molti compiti della donna statunitense contemporanea
.
Una setta Thug degli adoratori di Kali funge da principale antagonista in Indiana Jones e il tempio maledetto (1984), film d'azione-avventura che si svolge nel 1935.
Mahakali — Anth Hi Aarambh Hai (2017) è una serie televisiva indiana in cui Parvati (Mahakali), la consorte di Shiva, assume varie forme per distruggere il male e proteggere gli innocenti.
Nel romanzo Il canto di Kali (1985), il protagonista si trova a confrontarsi contro una setta di adoratori della dea Kali.